# Río Rabagão
El río Rabagão es un río del noroeste de la península ibérica que discurre por los distritos de Vila Real y Braga, en Portugal. Afluente por la izquierda del río Cávado, tiene una longitud de 37 km y una cuenca de 246 km².

## Curso
Nace entre las sierras de Barroso y de Larouco, recorre todo el concelho de Montalegre y desemboca en el Cávado entre las freguesías de Cabril y Ferral, de este municipio, y la de Ruivães, del concelho de Vieira do Minho.
En su corto curso se encuentran dos embalses: el de Alto Rabagão, también llamado de Pisoes, con una capacidad de 550,1 hm³, que es el segundo de Portugal por extensión, solo superado por el embalse de Alqueva. y el de Venda Nova, con 92,1 hm³.